# 高山中継局
高山中継局（たかやまちゅうけいきょく）は、岐阜県高山市に置かれている中継局。

## 所在地

### テレビ・FMラジオ放送
- 飛騨高山テレ・エフエム（中継局）
  - 清見IC中継局：高山市清見町夏厩 「東海北陸自動車道飛騨清見インターチェンジ」付近
  - 清見龍ヶ峰中継局：高山市清見町楢谷 「龍ヶ峰」
  - 荘川ダナ中継局：高山市荘川町黒谷 「ダナ高原 高冷地そ菜生産団地」
  - 高根子の原中継局：高山市高根町中洞 「子の原高原」
  - 上宝在家山中継局：高山市上宝町在家 「在家山」
  - 奥飛騨温泉郷平湯中継局：高山市奥飛騨温泉郷平湯 「中部縦貫自動車道（安房峠道路）平湯インターチェンジ」付近
- 上記以外：高山市下切町2281-2及び中切町1396（JR上枝駅西方の山）[1]

### AMラジオ放送
- NHK：高山市西之一色町3丁目99 「国道41号高山バイパス」沿い

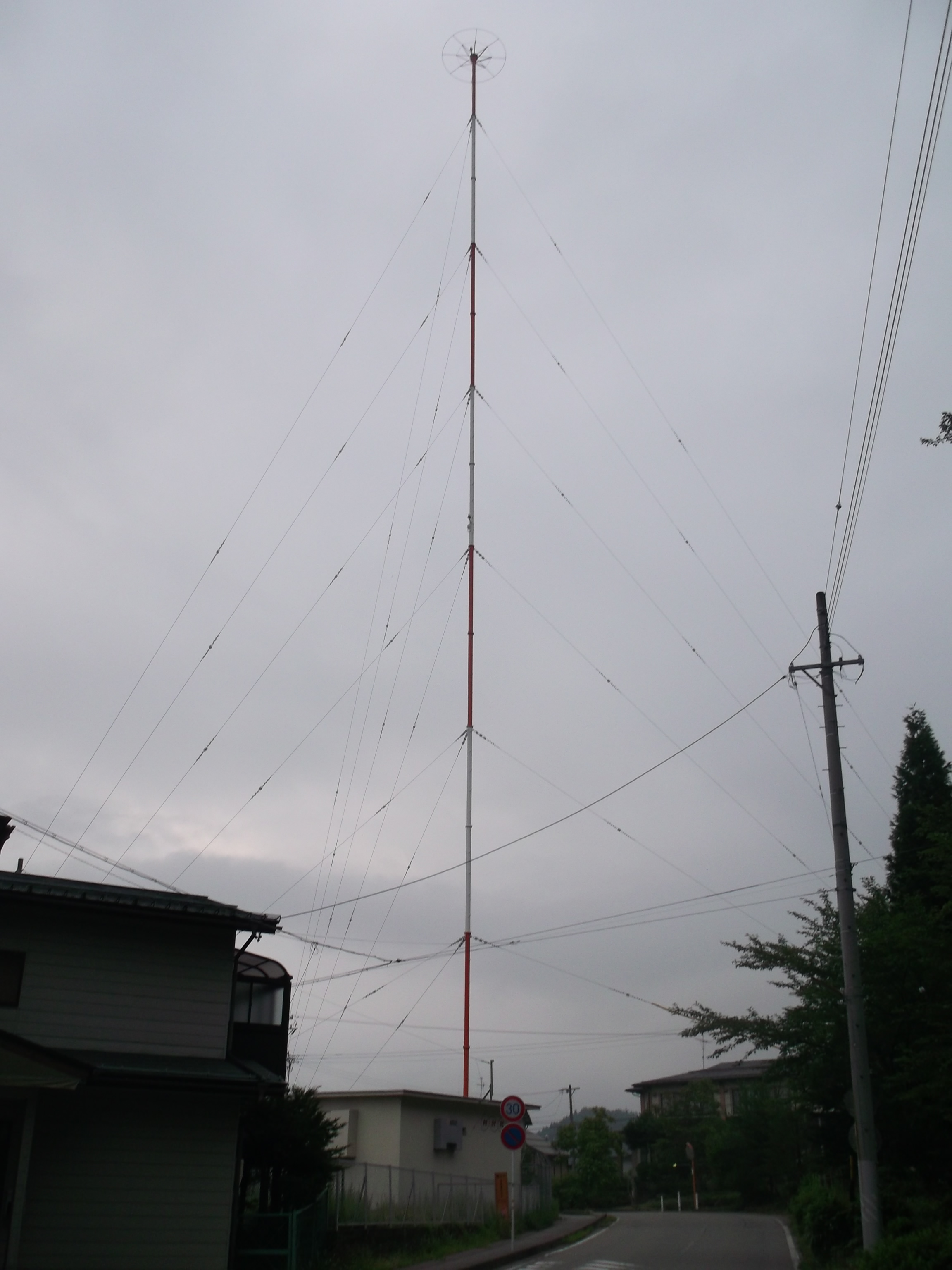
NHK名古屋第1・第2放送
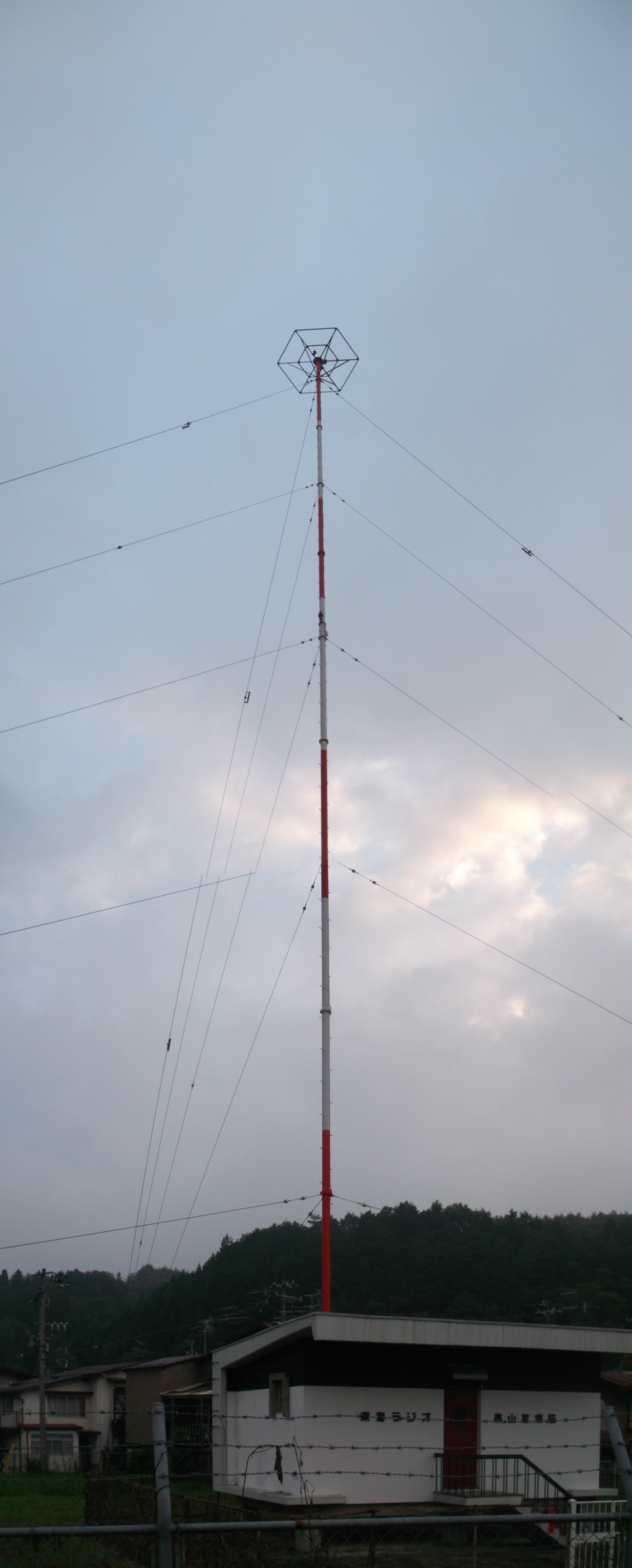
CBCラジオ：高山市下岡本町 「高山市立中山中学校」南東
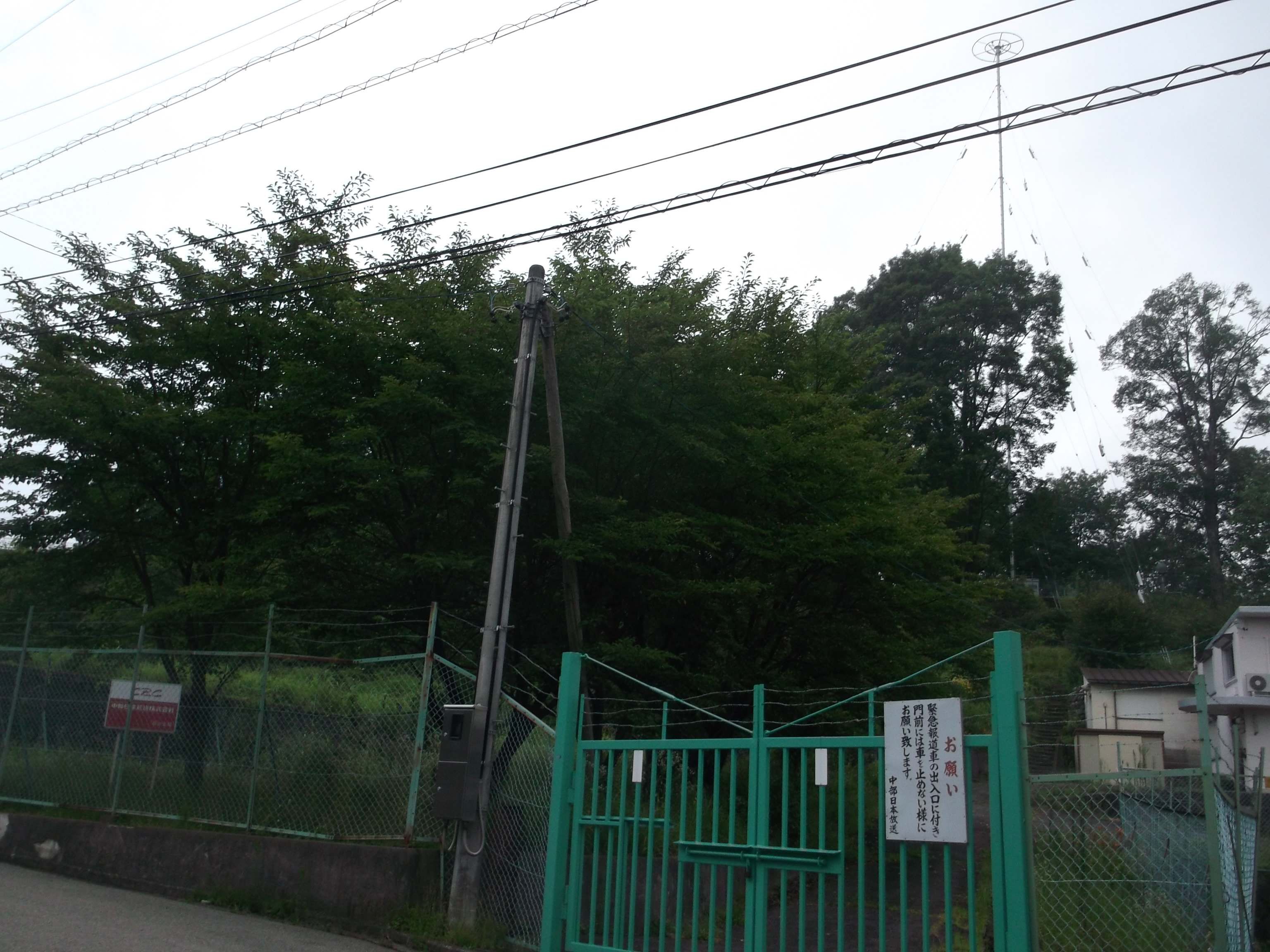
東海ラジオ放送（SF）：高山市大新町5丁目 「JA岐阜厚生連看護専門学校」北隣り
- 岐阜放送ラジオ（GBS）：高山市松本町2113-1 「高山文化服装専門学校」南方

## 中継局概要

### デジタルテレビ放送
（中京広域圏：岐阜県、愛知県、三重県の3県を合わせた区域。名古屋に本局がある）
| リモコン キーID | 放送局名                              | 物理 チャンネル | 空中線 電力 | ERP  | 放送対象 地域 | 放送区域 内世帯数 | 偏波面   |
| --------------- | ------------------------------------- | --------------- | ----------- | ---- | ------------- | ----------------- | -------- |
| 1               | THK 東海テレビ放送                    | 15              | 20W         | 100W | 中京広域圏    | 約28,800世帯      | 水平偏波 |
| 2               | NHK 名古屋教育                        | 31              | 20W         | 105W | 全国          | 約28,800世帯      | 水平偏波 |
| 3               | NHK 岐阜総合                          | 29              | 20W         | 105W | 岐阜県        | 約28,800世帯      | 水平偏波 |
| 4               | CTV 中京テレビ放送                    | 17              | 20W         | 100W | 中京広域圏    | 約28,800世帯      | 水平偏波 |
| 5               | CBCテレビ                             | 16              | 20W         | 100W | 中京広域圏    | 約28,800世帯      | 水平偏波 |
| 6               | NBN 名古屋テレビ放送 愛称「メ～テレ」 | 14              | 20W         | 100W | 中京広域圏    | 約28,800世帯      | 水平偏波 |
| 8               | GBS 岐阜放送 愛称「ぎふチャン」       | 30              | 20W         | 105W | 岐阜県        | 約28,800世帯      | 水平偏波 |

### FMラジオ放送
| 周波数 （MHz） | 放送局名                               | 中継局名          | コールサイン | 空中線 電力 | ERP   | 放送対象 地域 | 放送区域 内世帯数 | 偏波面   |
| -------------- | -------------------------------------- | ----------------- | ------------ | ----------- | ----- | ------------- | ----------------- | -------- |
| 76.5           | 飛騨高山テレ・エフエム 愛称「Hits FM」 | 親局              | JOZZ6AE-FM   | 20W         | 50W   | 高山市        | 27,099世帯        | 水平偏波 |
| 76.5           | 飛騨高山テレ・エフエム 愛称「Hits FM」 | 清見IC            | なし         | 5W          | 2.5W  | 高山市        | 27,099世帯        | -        |
| 76.5           | 飛騨高山テレ・エフエム 愛称「Hits FM」 | 清見龍ヶ峰        | なし         | 5W          | 12.6W | 高山市        | 27,099世帯        | -        |
| 76.5           | 飛騨高山テレ・エフエム 愛称「Hits FM」 | 荘川ダナ          | なし         | 1W          | 1.25W | 高山市        | 27,099世帯        | -        |
| 76.5           | 飛騨高山テレ・エフエム 愛称「Hits FM」 | 高根子の原        | なし         | 10W         | 12.6W | 高山市        | 27,099世帯        | -        |
| 76.5           | 飛騨高山テレ・エフエム 愛称「Hits FM」 | 上宝在家山        | なし         | 2W          | 3.6W  | 高山市        | 27,099世帯        | -        |
| 76.5           | 飛騨高山テレ・エフエム 愛称「Hits FM」 | 奥飛騨温泉郷 平湯 | なし         | 1W          | 300mW | 高山市        | 27,099世帯        | -        |
| 80.0           | FM GIFU エフエム岐阜                   | 高山              | なし         | 20W         | 20W   | 岐阜県        | 約-世帯           | 水平偏波 |
| 86.1           | NHK 岐阜FM                             | 高山              | なし         | 10W         | 24W   | 岐阜県        | 約-世帯           | 水平偏波 |

### AMラジオ放送
| 周波数 （kHz） | 放送局名                              | コールサイン | 空中線 電力 | 放送対象 地域 | 放送区域 内世帯数 |
| -------------- | ------------------------------------- | ------------ | ----------- | ------------- | ----------------- |
| 720            | GBS 岐阜放送ラジオ 愛称「ぎふチャン」 | なし         | 100W        | 岐阜県        | 38,881世帯        |
| 792            | NHK 名古屋第1                         | なし         | 1kW         | 中京広域圏    | 約35,000世帯      |
| 1125           | NHK 名古屋第2                         | なし         | 1kW         | 全国          | 約35,000世帯      |
| 1485           | SF 東海ラジオ放送                     | なし         | 100W        | 中京広域圏    | 38,881世帯        |
| 1557           | CBCラジオ                             | なし         | 100W        | 中京広域圏    | 38,881世帯        |

- NHK名古屋第1・第2放送
- 東海ラジオ放送
- CBCラジオ

## 廃止された局の概要

### アナログテレビ放送
| チャンネル | 放送局名                              | 空中線 電力       | ERP               | 放送対象 地域 | 放送区域 内世帯数 | 偏波面   | 放送終了日     |
| ---------- | ------------------------------------- | ----------------- | ----------------- | ------------- | ----------------- | -------- | -------------- |
| 2          | NHK 名古屋教育                        | 映像30W/ 音声7.5W | 映像84W/ 音声21W  | 全国          | 27,544世帯        | 水平偏波 | 2011年 7月24日 |
| 4          | NHK 岐阜総合                          | 映像30W/ 音声7.5W | 映像80W/ 音声20W  | 岐阜県        | 27,544世帯        | 水平偏波 | 2011年 7月24日 |
| 6          | CBC 中部日本放送                      | 映像30W/ 音声7.5W | 映像81W/ 音声20W  | 中京広域圏    | 27,544世帯        | 水平偏波 | 2011年 7月24日 |
| 8          | THK 東海テレビ放送                    | 映像30W/ 音声7.5W | 映像81W/ 音声20W  | 中京広域圏    | 27,544世帯        | 水平偏波 | 2011年 7月24日 |
| 12         | NBN 名古屋テレビ放送 愛称「メ～テレ」 | 映像30W/ 音声7.5W | 映像80W/ 音声20W  | 中京広域圏    | 27,544世帯        | 水平偏波 | 2011年 7月24日 |
| 26         | CTV 中京テレビ放送                    | 映像100W/ 音声25W | 映像360W/ 音声89W | 中京広域圏    | 27,544世帯        | 水平偏波 | 2011年 7月24日 |
| 38         | GBS 岐阜放送 愛称「ぎふチャン」       | 映像100W/ 音声25W | 映像350W/ 音声88W | 岐阜県        | 27,544世帯        | 水平偏波 | 2011年 7月24日 |

## 放送エリア

### デジタルテレビ放送
- 高山市の一部、約28,800世帯[20]。

### アナログテレビ、FM・AMラジオ放送
- Hits FM：高山市及び飛騨市の一部。
- 上記以外：高山市の旧：高山市域中心部。

## 歴史
下記に記載していない局については、開局時期は不明。

### デジタルテレビ放送
- 2006年11月27日 - 免許交付
- 2006年11月28日 - 放送開始

### アナログテレビ
- 1961年9月10日 - NHK高山テレビジョン中継放送所（名古屋総合・教育）ならびにCBC中部日本放送・高山テレビ放送所、THK東海テレビ放送・高山放送所が開局。
- 1964年10月1日 - NBN名古屋テレビ放送・高山中継局が開局。
- 1970年7月6日 - GBS岐阜放送・高山テレビジョン放送局が開局。
- 1971年12月12日 - CTV中京テレビ放送・高山放送所が開局。
- 1973年2月17日 - NHK岐阜放送局の開局に伴い、総合テレビの放送内容が、名古屋局から岐阜局に移行。
- 2011年7月24日 - 正午をもって放送終了し、デジタルテレビ放送に完全移行した。

### FMラジオ放送
- 1967年6月24日 - NHK高山FM中継放送所が開局。
- 1997年7月19日 - 飛騨高山テレ・エフエム（親局）が開局。
- 2001年4月1日 - Radio 80 岐阜エフエム放送（現・エフエム岐阜）・高山中継局が開局（岐阜親局開局と同時）。
- 2008年12月25日 - 飛騨高山テレ・エフエム・高山市内6中継局に予備免許交付[21]。
- 2009年4月1日 - 飛騨高山テレ・エフエム・高山市内6中継局が開局。

### AMラジオ
- 1942年10月2日 - 社団法人日本放送協会・名古屋中央放送局（現・日本放送協会名古屋放送局）第1（コールサイン：JOCK3・出力：50W）が開局。
- 1948年7月1日 - 高山臨時放送所が正式な放送所に昇格し、ラジオ第1のコールサインが「JOCQ」に変更。
- 1952年5月1日 - NHK高山放送局（現・NHK高山支局）第2（コールサイン：JOCZ・出力：100W）が開局。
- 1954年8月15日 - CBC中部日本放送（現・CBCラジオ）・高山ラジオ放送所（コールサイン：JOAO・出力：100W）が開局、高山地域番組の放送開始。
- 1964年12月23日 - ラジオ岐阜（現・GBS岐阜放送ラジオ）高山ラジオ放送局（コールサイン：JOZL・周波数：720kc（kHzと同義）・出力：100W）が開局。
- 1965年10月23日 - SF東海ラジオ放送・高山放送局（コールサイン：JOXE・周波数：1500kc・出力：100W）が開局、高山地域番組の放送開始。
- 1973年11月1日 - NHK高山ラジオ第1・第2のコールサインを廃止。
- 1978年11月23日 - AMラジオ放送の周波数が、10kHz間隔から9kHz間隔に変更された。当中継局の各放送局の周波数も、現在の周波数に変更された（GBS岐阜放送は変更なし）。
- 2000年頃 - SF東海ラジオ放送・高山放送局の高山地域番組終了。
- 2002年4月1日 - GBS岐阜放送・高山ラジオ放送局が神岡中継局と精密同一周波数・完全同期放送を開始。

## その他
- 判明している正式な中継局名は、以下の通り。
  - NHK-TV：高山テレビジョン中継放送所
  - CBC-TV：高山テレビ放送所
  - THK・CTV：高山放送局
  - NBN：高山テレビ放送局
  - GBS-TV：高山テレビジョン放送局
  - NHK・FM：高山FM中継放送所
  - NHK第1・第2：高山ラジオ中継放送所

- GBS岐阜放送・高山ラジオ放送局は、飛騨神岡中継局と精密同一周波数・完全同期放送を行っている。
- 総務省発表の報道発表資料では、飛騨高山テレ・エフエム・高根子の原中継局の空中線電力が「1W」となっているが、正しくは「10W」である。